# Ypthima jamaeus
Ypthima jamaeus är en fjärilsart som beskrevs av Hans Fruhstorfer 1911. Ypthima jamaeus ingår i släktet Ypthima och familjen praktfjärilar. Inga underarter finns listade i Catalogue of Life.